# El Lavi
Manuel Díaz Cantoral, el Lavi (Cádiz, 11 de marzo de 1811-Lima, Perú, 9 de diciembre de 1858) fue un torero gitano.

## Biografía
Se inició como banderillero. Como lidiador se presentó como sobresaliente en Cádiz en un mano a mano entre Francisco Montes, Paquiro y su hermano Gaspar Díaz el 8 de agosto de 1841. El 17 de abril de 1843 se presentó en Madrid, con toros de Gaviria y Juan Sandobal, en lo que se considera como la alternativa sin cesión de trastos o confirmación de ella teniendo por padrino a Ezpeleta y por testigo a Ángel Pastor, el Barbero. Murió en Lima, según se dice víctima de un aneurisma.